# くりはら田園鉄道
くりはら田園鉄道株式会社（くりはらでんえんてつどう）は、かつて宮城県に本社を置いていた第三セクター方式の鉄道会社である。くりはら田園鉄道線を運営し、「くりでん」の愛称で親しまれていた。
本項では、その前身に当たる栗原電鉄などの事業者についても解説する。

## 沿革

### 開業の経緯
「くりでん」の歴史は、栗原軌道が設立され、1921年に石越駅 - 沢辺駅間が開業して幕を開けた。この当時の路線は、非電化で軌間762 mmの典型的な軽便鉄道の様相を呈していたが、路線は軌道法に準拠していた。開業の1年後には岩ヶ崎（後の栗駒駅）までの延伸を行った。
栗原軌道は、1941年に栗原鉄道と社名を変更し、翌年に軌道法ではなく地方鉄道法準拠に変更し、細倉鉱山駅までの延伸を行った。これ以後細倉鉱山で産出した鉱石が、主要な貨物となった。第2次世界大戦後の1950年代には、電化および1067 mmへの改軌を相次いで実行し、電化に合わせて1955年には社名も栗原電鉄に改めた。
1958年に栗原電鉄は、経営難に陥っていた陸前乗合自動車に資本参加し、1964年には同社と合併し、社名を宮城中央交通に変更した。しかし、宮城県内でバス事業を統合する動きが起こり、それに応じる形で1969年にバス部門を宮城中央バスとして分離して、鉄道部門は栗原電鉄に戻った。そして当初の計画通り、宮城中央バスは、宮城バス・仙南交通と対等合併を行い、バス部門は宮城交通となった（合併以後の事象は当該記事を参照）。

### バス事業分離後
元の鞘に収まった栗原電鉄だが、自家用車・トラックの普及に伴う旅客・貨物の減少により1970年頃から赤字経営に陥り、三菱金属（現：三菱マテリアル）の支援で、辛うじて経営が成り立っていた。しかし、円高のあおりで、1986年に細倉鉱山が閉山して貨物輸送が廃止され、さらに閉山に伴って過疎化が加速した結果、栗原電鉄の経営は急速に悪化した。1993年の欠損補助制度の打ち切りを受けて、三菱マテリアル（三菱鉱業セメントと合併し、社名変更した）が地元に路線廃止を打診した際に、沿線自治体は鉄道での存続を希望したため、栗原電鉄は沿線5町と宮交栗駒バスなどが出資する第三セクター鉄道への移行が決まった。この際に三菱マテリアルは、株式の譲渡に加え、累計赤字の負担と駅舎の改築費の提供を行い、経営から手を引いた。
1995年4月1日には、施設老朽化に伴う電気運転廃止により、社名をくりはら田園鉄道、路線名をくりはら田園鉄道線に改称した。しかし、その後も輸送人員は減り続け、1997年頃には年間赤字額が6千万円前後に膨れ上がった。このような状況で、欠損額の3/4を負担してきた宮城県が2001年1月に、赤字補填の補助金支給を2001年度からの3年間に限ると決定し、沿線自治体に対応を決めるよう要請した。それを受けて自治体側では、2003年4月の1か月間に限って、定期乗車券を含めた運賃を半額にするなど乗客の増加を狙った交通実験を行ったが、目標には達しなかった。
2003年10月に、宮城県は2006年4月の廃止を視野に、打ち切る予定だった補助金を、あと2年間に限りそれまでの半額で支給を継続すると自治体側に伝えた。2003年12月に、2006年度までは鉄道の運行を継続し、2007年4月にバス転換する方針が決定され、2004年6月29日の株主総会で鉄道の廃止が正式決定した。こうして2007年4月1日付でくりはら田園鉄道線が廃止され、会社は解散が決まった。その後2010年8月21日付で会社の清算が終了し、「くりでん」はその歴史に幕を閉じた。
2012年現在、駅舎などの建物は若柳駅、細倉マインパーク前駅を除き撤去されたが、線路はほぼ廃線時のまま残されている。また、2010年6月13日から若柳駅では動態保存が行われ、かつてくりはら田園鉄道で走っていた車両が保存されている。詳細は若柳駅のページを参照。

### 年表
- 1918年（大正7年）6月22日 - 石越 - 鶯沢村間などで軌道敷設の特許。
  - 12月15日 - 栗原軌道株式会社を設立。
  - 12月24日-初代社長に中村小治郎が就任。
- 1921年（大正10年）12月20日 - 石越 - 沢辺間が開業。
  - 7月11日-2代目社長に佐藤新助が就任。
- 1922年（大正11年）12月17日 - 沢辺 - 岩ヶ崎（後の栗駒）間が開業。
- 1924年（大正13年） - 岩ヶ崎 - 鶯沢村間の特許が失効。
- 1933年（昭和8年）1月30日-3代目社長に高橋文五郎が就任。
- 1940年（昭和15年） - 岩ヶ崎 - 細倉鉱山間の特許を取得。
- 1941年（昭和16年）12月3日 - 栗原鉄道に社名変更。
- 1942年（昭和17年）8月20日 - 地方鉄道に変更。
  - 12月1日 - 岩ヶ崎 - 細倉鉱山間開業。
- 1950年（昭和25年）9月21日 - 電気運転開始。
- 1952年（昭和27年）9月27日-4代目社長に鈴木惣一が就任。
- 1955年（昭和30年）11月29日 - 栗原電鉄に社名変更。
- 1964年（昭和39年）5月1日 - 陸前乗合自動車と合併し、社名を宮城中央交通に変更。
- 1968年（昭和43年）8月31日 - バス部門を宮城中央バスとして分離。
- 1969年（昭和44年）2月25日 - 栗原電鉄に再度社名変更。
  - 2月21日-5代目社長に黒木晋也が就任。
- 1970年（昭和45年）10月 - 宮城中央バスが宮城バス、仙南交通と合併し、社名が宮城交通に変更。
- 1971年（昭和46年）11月22日-6代目社長に平子武が就任。
- 1975年（昭和60年）9月-7代目社長に伊東一が就任。
- 1976年（昭和61年）6月30日-8代目社長に鈴森久芳が就任。
- 1987年（昭和62年）3月29日 - 貨物営業を廃止。
- 1993年（平成5年）12月15日 - 第三セクター経営に移行。9代目社長に菅原郁夫が就任。
- 1995年（平成7年）4月1日 - 電気運転廃止に伴い、くりはら田園鉄道に社名変更[3]。
- 1997 年（平成9年）6月29日-10代目社長に佐藤勇が就任。
- 2007年（平成19年）4月1日 - くりはら田園鉄道線が廃止[5]、くりはら田園鉄道株式会社解散。
- 2010年（平成22年）8月21日 - 清算終了。
- 2017年（平成29年）4月1日-若柳駅跡にくりでんミュージアムがオープン。

## 路線

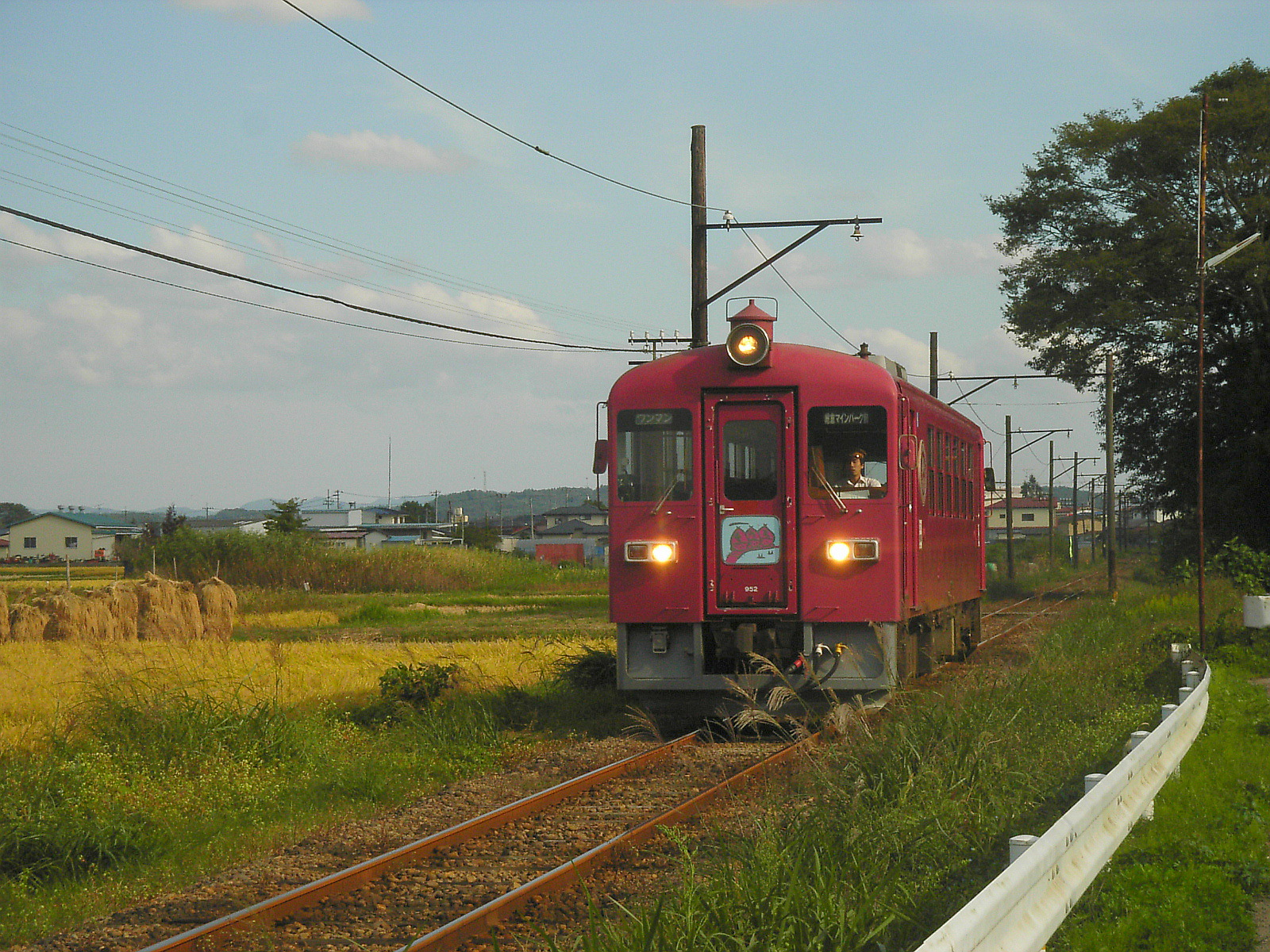
若柳・谷地畑間（2005年9月撮影）

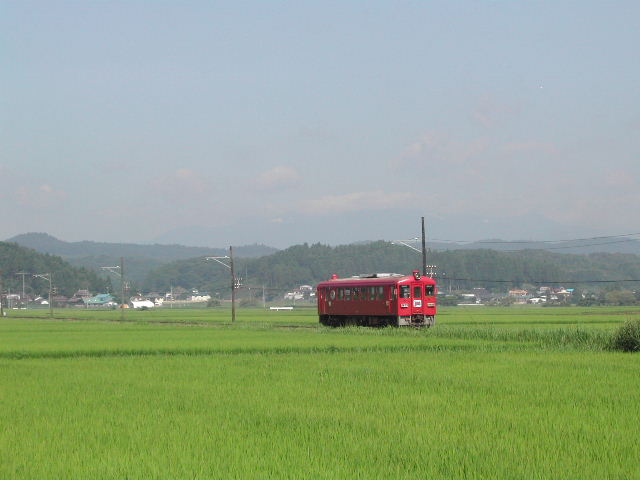
杉橋駅付近（2006年8月撮影）

- くりはら田園鉄道線：石越駅 - 細倉マインパーク前駅（25.7 km）
  - 岩手県との県境付近の宮城県側、JRの東北本線の石越駅付近から概ね西北西に向かい、かつての栗駒町役場近くにあった栗駒駅からは概ね南南西に向かっていた。
  - 始発駅の石越駅は、入口部分に1/4円板形をした独特の形状の軒先がある駅舎だった[6]。
  - 輸送密度 178人/日（2004年）[7]

## 車両

### 軌間762mm時代
蒸気機関車
- B5（B51・B52）
  - 1919年雨宮製作所製。2両とも1944年士別軌道に譲渡。

- B8（B81・B82）
  - 日本車輌製。B81は1943年静岡鉄道駿遠線に、B82は1944年に仙台鉄道に譲渡。

- C12（C121・C122）
  - 1923年雨宮製作所製。2両とも1947年に静岡鉄道駿遠線に譲渡。

- C15（C151 - 155）
  - C151 - 153は1941年・1942年栗原鉄道での新製で本江機械製作所製。C154・155は日本製鉄釜石製鉄所からの譲渡で、それぞれ1945年立山重工業製、1911年ハノーバー製。

電気機関車
- ED18形（ED181 - 183）
  - 電化に際して新造した電気機関車。改軌後もED20形に改造されて使用された。

気動車
- キハ1形（1・2）
  - 1929年に瓦斯倫動力併用の認可を受けた際に導入した気動車。

電車
- モハ2400形（2401 - 2403） 電化時に新造した電車。日本鉄道自動車製で、台車と主電動機は東京都交通局からの譲受け品を改装した物である。2401・2402と2403の差異は、2401・2402が1950年製、定員88人、前面2枚窓で2403が1951年製、定員94人、前面3枚窓。他に側面の窓配置や全長などが異なる。改軌後は下津井電鉄に譲渡され、そこで電装解除され付随車（サハ1 - 3）として使用された。
- サハ1400(1401-1405)  1919年雨宮製作所製のボギー車。客車のハフのうち5両を電車の付随車とした物。1403、1404、1405の3両が1956年に福島県の磐梯急行電鉄に譲渡され、1403と1404がボサハ12・13、形態が少し異なる1405はボサハ14となった。ボサハ12と13は福島県猪苗代町の猪苗代緑の村に保存されている。

客車
- 電化直前にハフ8両が在籍。

貨車
1950年2月時点でワフ5両、ワ10両、トフ5両、ト13両、トナ12両、トチ4両、ホト9両、タホコ（タンク車）6両が在籍。また陸運局無登録の貨車としてケト（無蓋車）7両、タ（タンク車）3両、ケセ（石炭車）3両が存在した。

### 栗原電鉄時代
電気機関車

- ED20形（ED201 - 203）

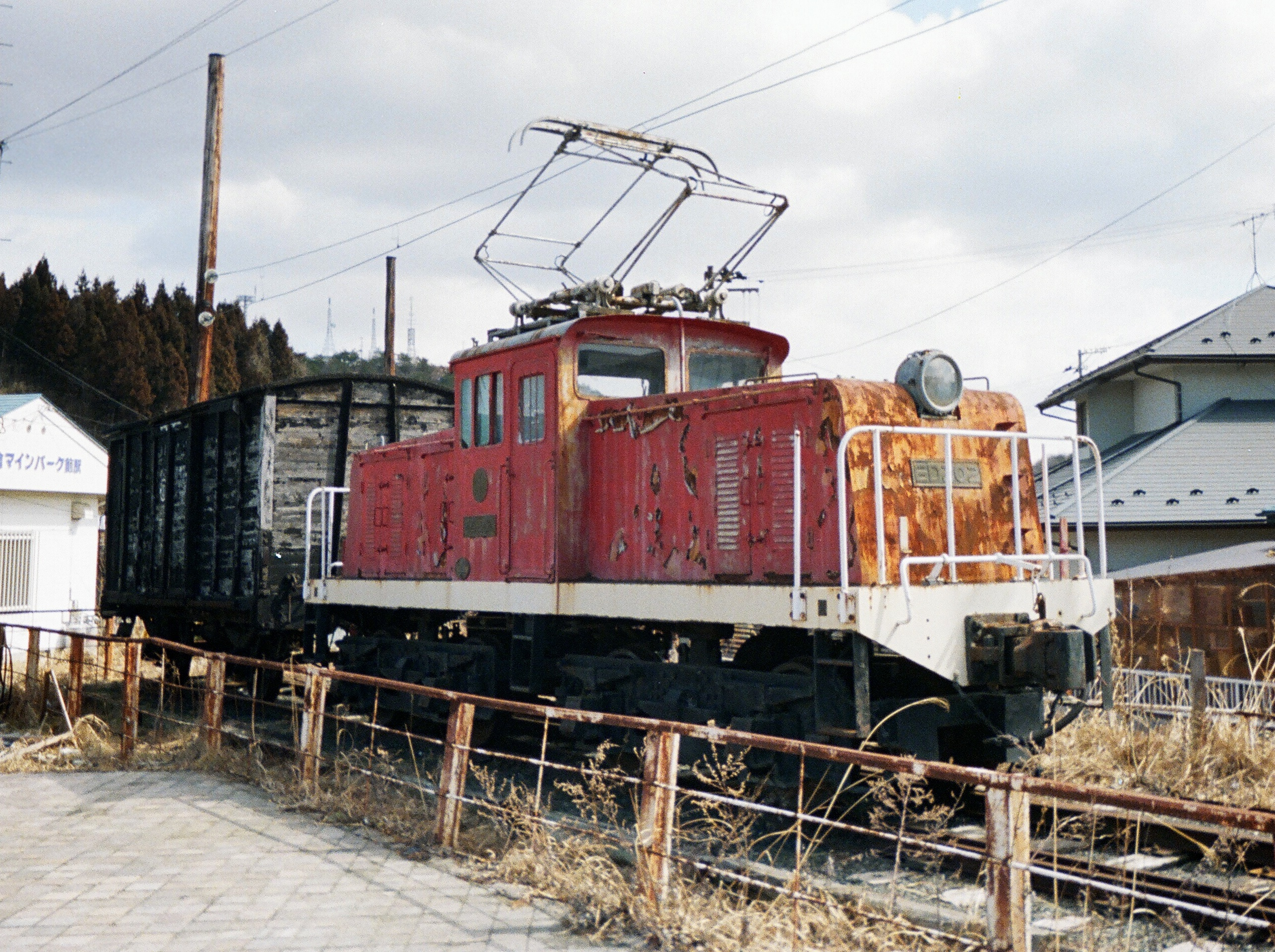
ED202とワフ71

  - 改軌前のED18形の台車を交換した車両。軽便サイズの機関車が改造されて車両の大型化後も使用された希有な例である。ED201はチャチャワールドいしこしで保存されていたが2017年12月に解体。細倉マインパーク前駅跡にED202が、若柳駅跡にED203が保存されている。

- ED35形（初代）（ED351）
  - 元西武鉄道1形1。改軌に伴って1955年に導入された東芝戦時形35 t機。1969年に2代目ED351に代替され廃車。

- ED35形（2代）（ED351）
  - 元東武鉄道日光軌道線ED610形ED611。初代ED351の代替を目的として1969年に入線し、以後貨物輸送の主力となった。1987年の廃車後は石越駅のJRとの連絡線の跡地に放置されていたが、栃木県の鉄道愛好家に引き取られ、保存されている。

ディーゼル機関車
- DB10型機関車（DB101・102）
  - 石越駅構内の入換用に使用された。DB102は貨物輸送廃止時に廃車され、DB101は電気運転廃止後の2005年に除籍された。DB101が旧若柳駅にて動態保存されており、貨物列車の乗車体験が行われている。

電車
Mは電動車、Cは制御車を表し、その後の数字は車体長を表す。
- M15形（M151 - 153）
  - 改軌の際にナニワ工機で新造された車両。当時の地方私鉄向け車両としては優れた車内設備を持っていた。電気運転廃止まで使用された。M152はチャチャワールドいしこしで保存されていたが2017年12月に解体。旧若柳駅にM153が保存されており、くりはら田園鉄道公園の開業時に修繕された。

- C15形（C151・152）
  - 阪急51形81・86の車体と、西武鉄道のTR14型台車を組み合わせたC14形（C141・142）として登場したが、老朽化により1960年と1961年に鋼体化改造されてM15形と同等の設備となり、この際に形式もC15形（C151・152）に変更された。ラッシュ時の旅客の減少により、電気運転廃止前にはほとんど使用されていなかった。C152がチャチャワールドいしこしで保存されていたが2017年12月に解体。

- M17形（M171）・C17形（C171）
  - 元国鉄50系電車→西武クモハ375・376。1977年に入線したが、あまり運用されず1987年に廃車された。

- M18形（M181・182・183）
  - M181は元西武モハ204。M161として入線したが、1959年の鋼体化改造により車体長が伸びたため、M181に改番された。M182・183の入線に伴い予備車となってからは、カラオケ機器などが設置されイベント用車両として使用された。くりはら田園鉄道になってからは若柳駅構内で留置されていたが、2009年に解体された。
  - M182・183は元福島交通モハ5300形で、飯坂線の昇圧により1991年に転入。福島交通では2両1編成で使用されていたが、栗原電鉄では両運転台を活かして単行運転で使用された。182には栗駒山を描いた「くりこま」、183には伊豆沼の白鳥を描いた「はくちょう」のヘッドマークが取り付けられていた。くりはら田園鉄道になってからは駐輪場として利用されていたが、その後解体された。

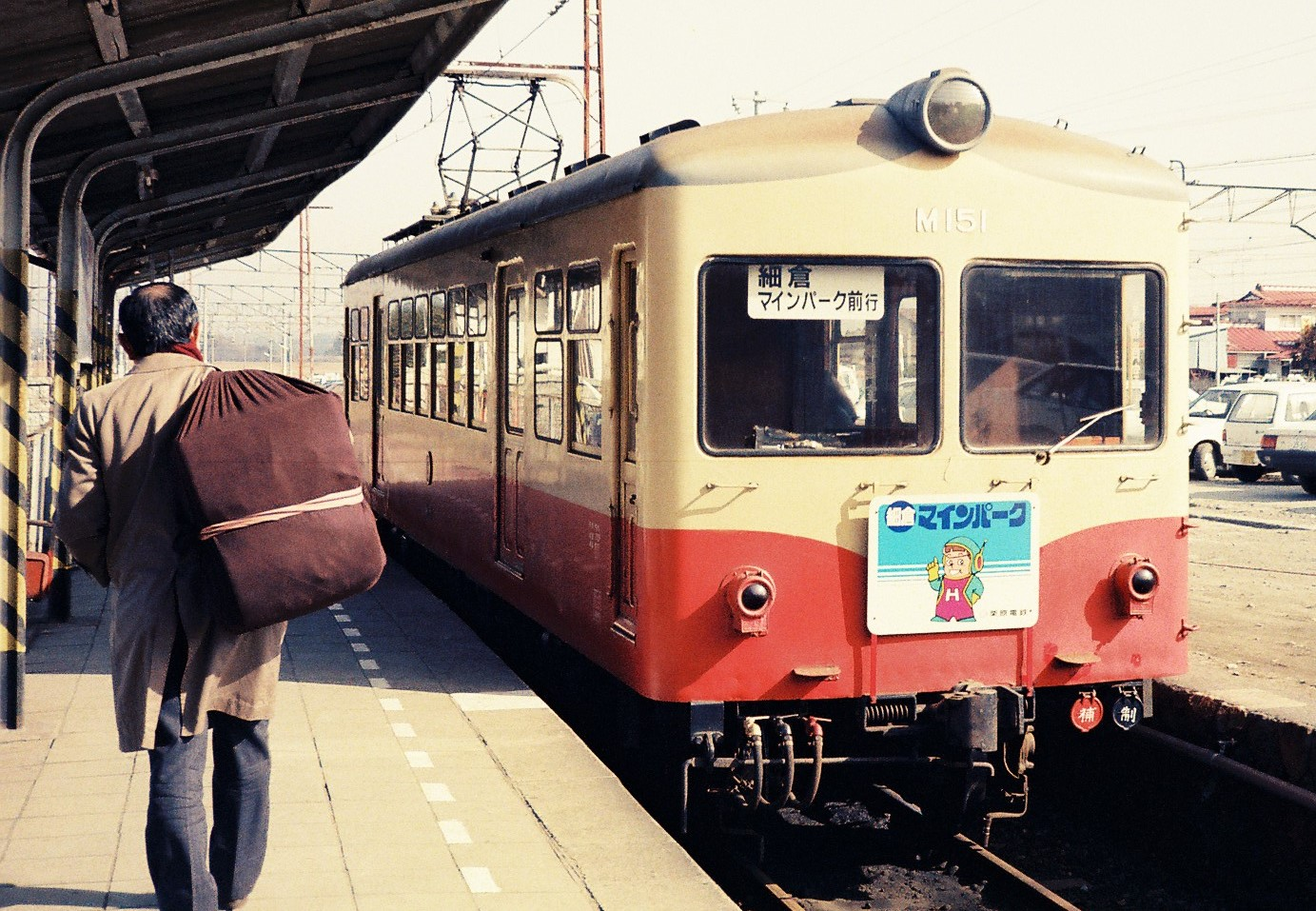
M15形 M151（石越駅）
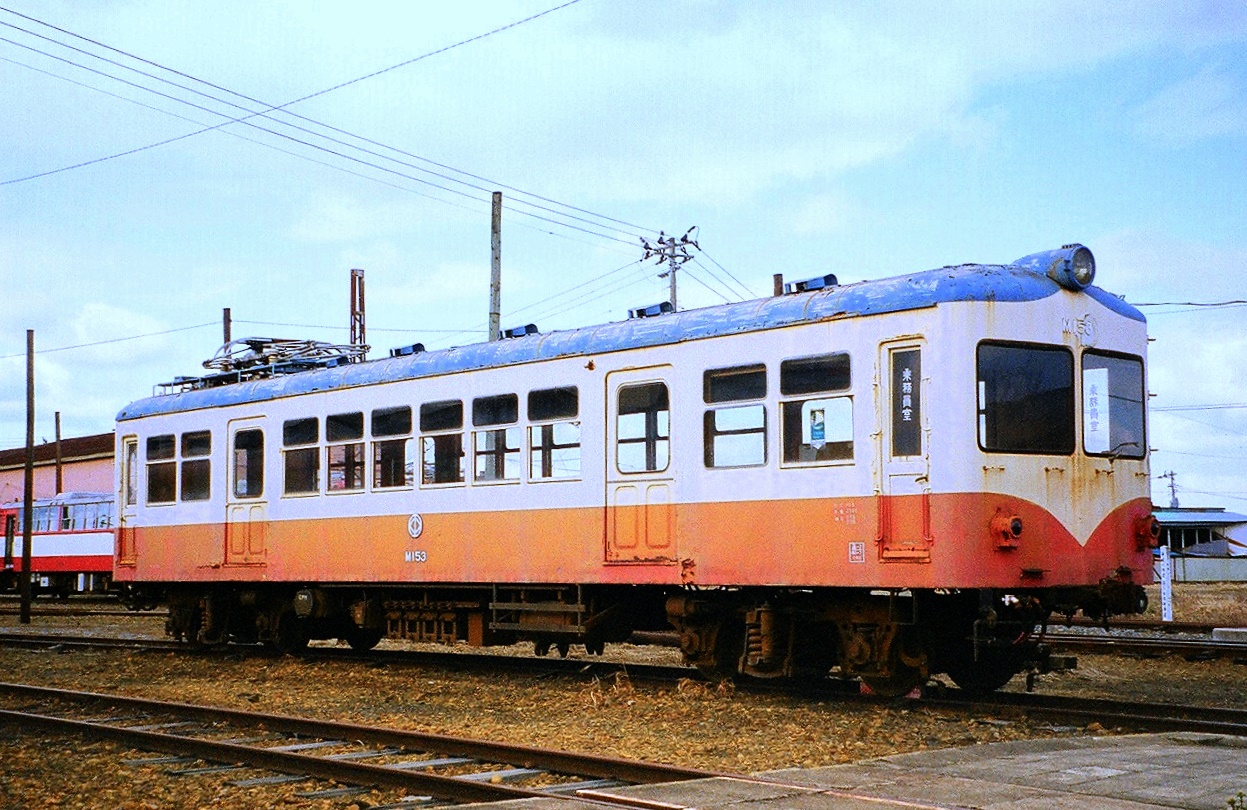
M15形 M153
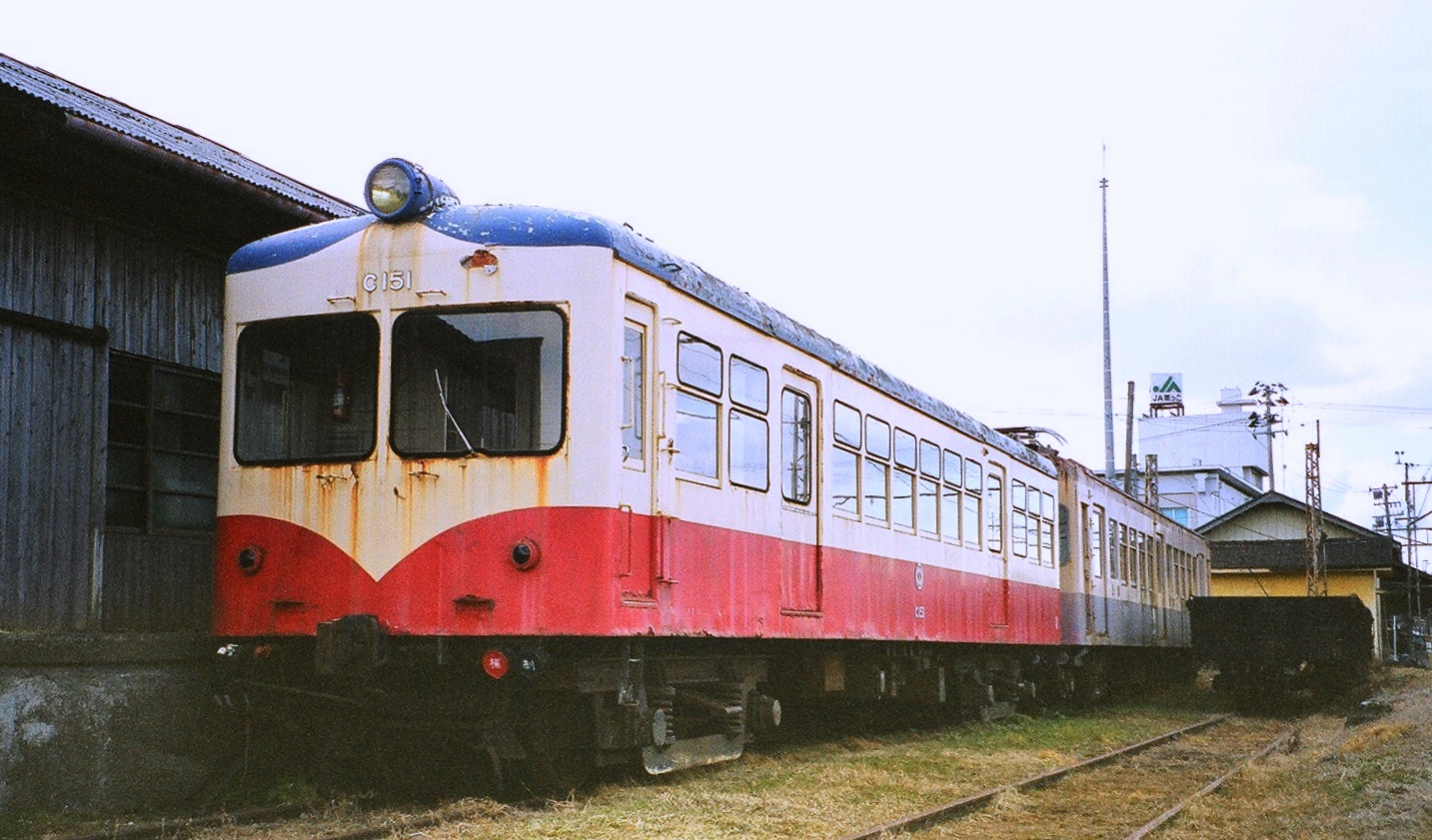
C15形 C151
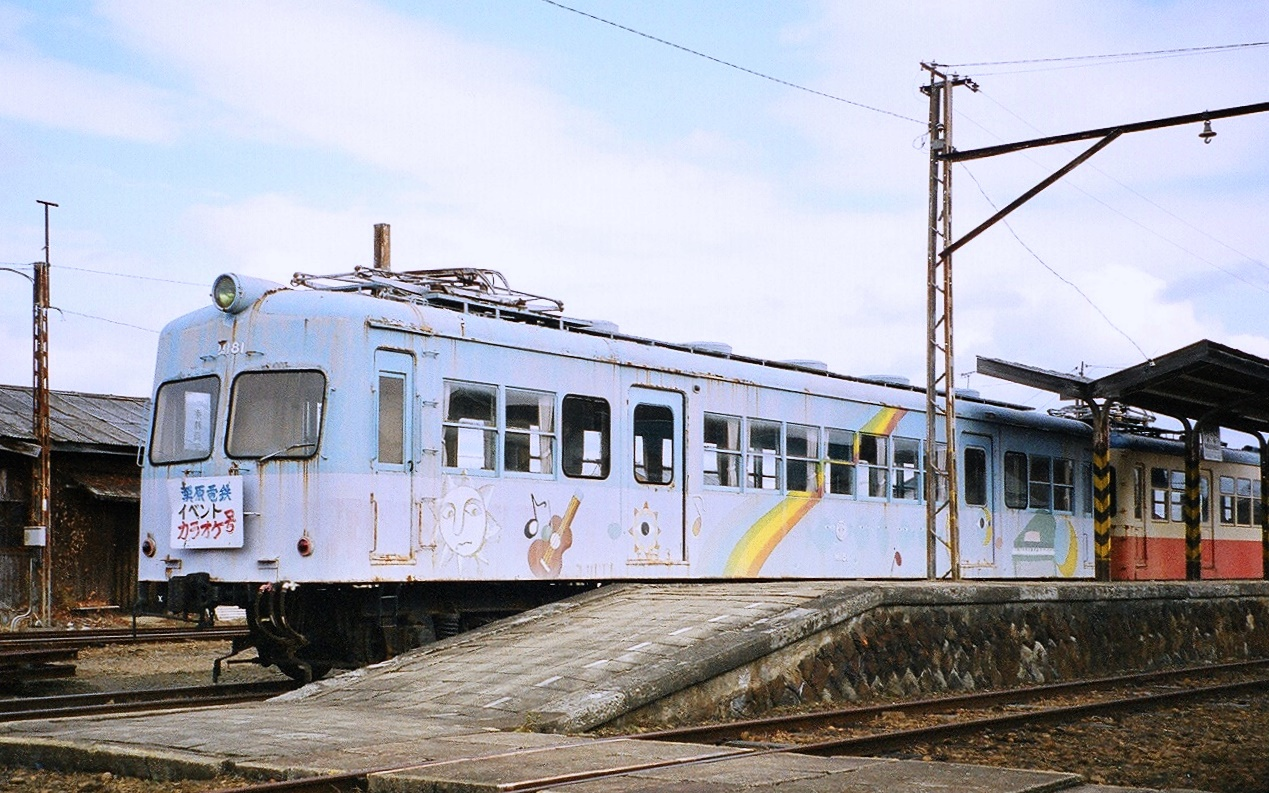
M18形 M181
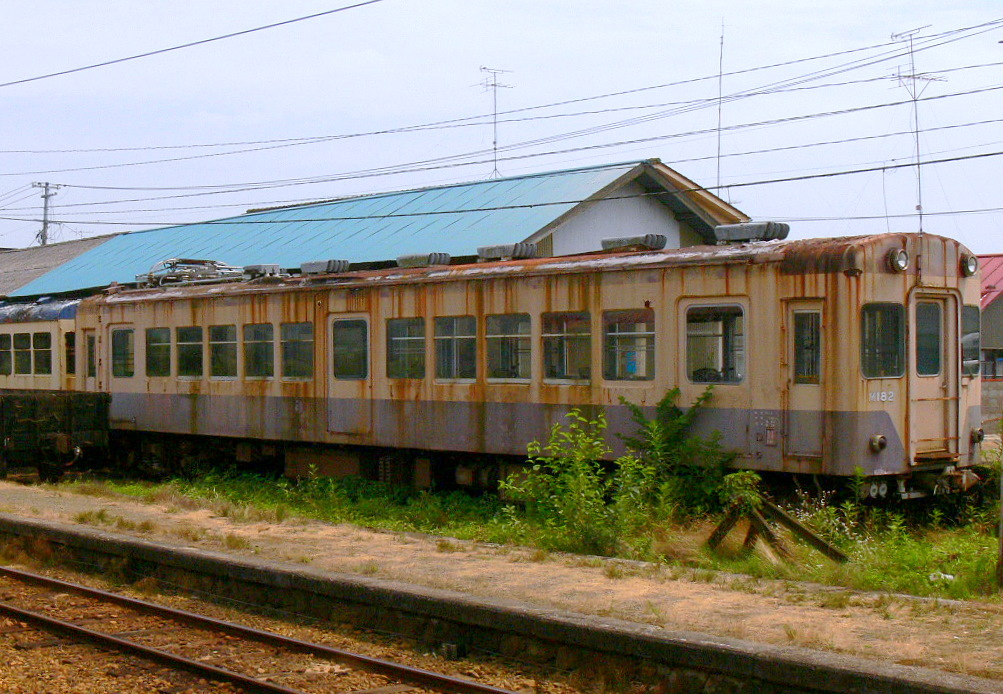
M18形 M182

貨車

- ワフ7形（71 - 74）

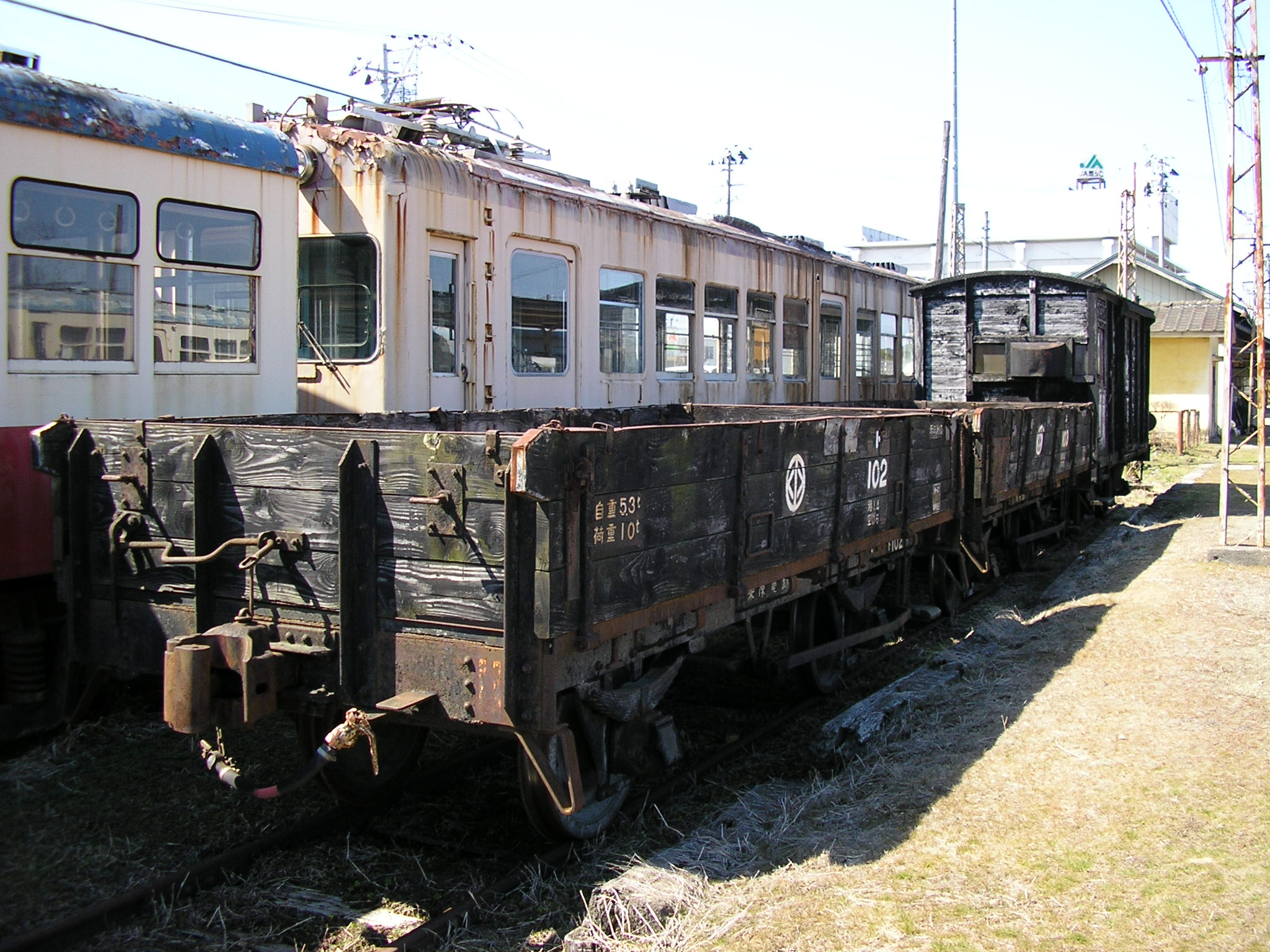
ワフ74号車とト102・103号車

  - 元武蔵野鉄道の緩急車で1914年製。末期は除草剤の散布用に利用された。細倉マインパーク前駅跡にワフ71が、若柳駅跡にワフ74が保存されている。

- ト10形（101 - 103）
  - 播丹鉄道から鉄道省、西武を経て当線に入線。1907年日本車輌製。空気ブレーキを持たない古典的な貨車として貴重な存在である。砂利散布に使用された。旧若柳駅にてト102・103が動態保存されており、貨物列車の乗車会が開催される際はベンチを設置して旅客が乗車できるようになっている。

保線車両
- TMC-100
  - 富士重工製の保線モーターカー。中古車として1993年に入線した。クレーンと転回装置を備えている。

### くりはら田園鉄道時代
気動車

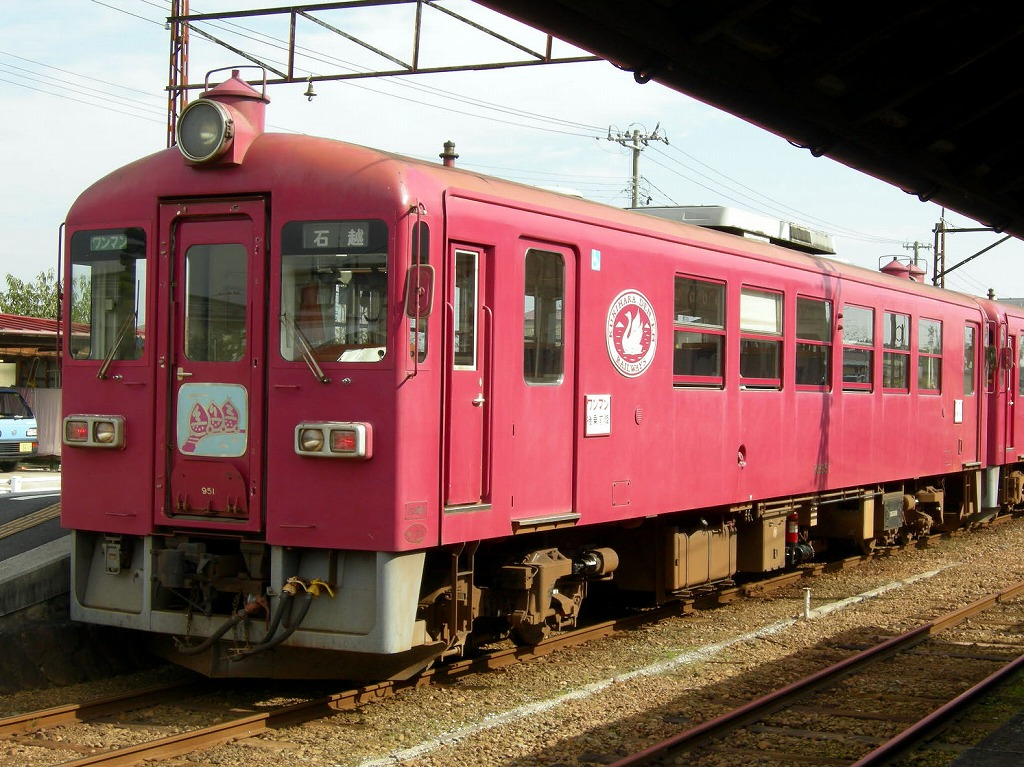
KD95形気動車

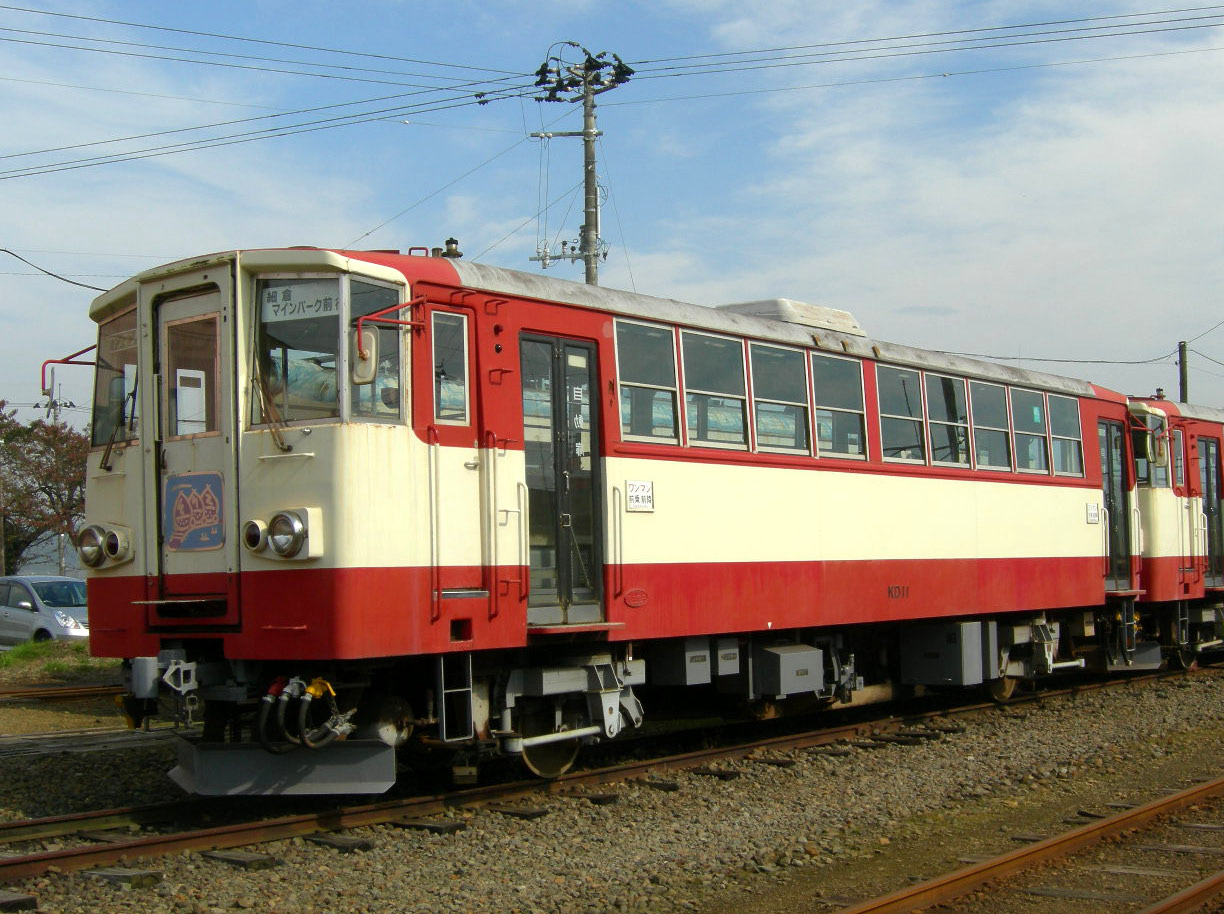
KD10形気動車

- KD95形気動車（KD951 - 953）
  - 電気運転を廃止し内燃動力に移行した際に3台が新製された富士重工業製の車体長16 m級の軽快気動車 (LE-DC) 。同じく鉱山鉄道を前身に持つわたらせ渓谷鐵道のわ89-300を参考にして設計された。第三セクター化の際に嵩上げされたホーム高に合わせた車体設計のため、乗降扉の足元の位置はやや高めで、逆に扉下段差（ステップ）の高さは極力抑えられている。内装に宮城県産木材を多用するなど凝った作りである。951には白鳥、952には野菊、953には栗駒山と馬のエンブレムがつけられていた。ワンマン対応。3両共に現存し、951と953は定期的に動態保存活動を行っていて、952は線路が分断された旧車庫内に静態保存されている。（#動態保存を参照）

- KD10形気動車（KD11・12）
  - 元名鉄キハ10形15・16。朝の通学客対策のため1995年に名古屋鉄道から転入し、同年8月6日より快速さわべとして営業運転を開始したが当初は予備車に近い扱いであった。晩年にはその通学客も激減して2両で運行する必要性が無くなったため、2005年春以降は定期運用を失った。ワンマン対応工事は最後まで行われなかった。ちなみにこの気動車は、名鉄の閑散線区の電化を廃してコストダウンを図るために製造された物で、その意味ではKD95形と似た生い立ちを持つと言える。KD11が若柳駅にて保存され、動態保存活動に使用されている。